# Juan María Laboa
Juan María Laboa Gallego (Pasajes, Guipúzcoa, 15 de agosto de 1939) es un sacerdote católico, teólogo e historiador español.

## Biografía
Estudió Filosofía en la Universidad Gregoriana (1959) y fue ordenado sacerdote el 17 de diciembre de 1962 en Madrid. Regresó a Roma para continuar sus estudios. Allí recibió su doctorado en Teología (1963) y en Historia de la Iglesia (1968). También es licenciado en Filosofía y Letras, especialidad Historia, por la Universidad Complutense de Madrid (1973).
En Madrid desarrolló principalmente su labor pastoral y educativa. Catedrático de Historia de la Iglesia en la Universidad Pontificia de Comillas y de Derecho Político Español en la Facultad de Ciencias Políticas de la Universidad Complutense. También ha sido profesor invitado en diversas universidades europeas y americanas.
Es fundador y director de la revista XX Siglos de Historia de la Iglesia. También ha colaborado con revistas de divulgación histórica como La Aventura de la Historia.

## Obras (selección)
- La larga marcha de la Iglesia. Madrid 1985, ISBN 8470201980.
- La Iglesia en España. Aproximación a su historia: 1492–2000. Madrid 2000, ISBN 84-285-2226-X.
- Historia de la Iglesia Católica. V. Edad Contemporánea. Madrid 2000, ISBN 8479144254.
- Historia de los Papas. Entre el reino de Dios y las pasiones terrenales. Madrid 2013, ISBN 8499708641.
- Historia de la diócesis de Madrid. Madrid, PPC, 2023, 375 pp.[2]

## Enlaces web
- fpablovi.org

- Datos: Q86085949